# Changfu (köpinghuvudort i Kina, Heilongjiang Sheng, lat 49,15, long 125,30)
Changfu (kinesiska: 长福, 长福镇) är en köpinghuvudort i Kina. Den ligger i provinsen Heilongjiang, i den nordöstra delen av landet, omkring 390 kilometer norr om provinshuvudstaden Harbin. Antalet invånare är 17 233. Befolkningen består av 8 470 kvinnor och 8 763 män. Barn under 15 år utgör 13,0 %, vuxna 15-64 år 78 %, och äldre över 65 år 7,0 %.
Runt Changfu är det ganska glesbefolkat, med 34 invånare per kvadratkilometer. Närmaste större samhälle är Nenjiang, 6,1 km väster om Changfu. Trakten runt Changfu består till största delen av jordbruksmark.
Genomsnittlig årsnederbörd är 793 millimeter. Den regnigaste månaden är juli, med i genomsnitt 212 mm nederbörd, och den torraste är mars, med 11 mm nederbörd.